# Vojenské hodnosti
Vojenská hodnost definuje postavení a pravomoci vojáka v hierarchii armády. Je-li třeba určit vztah nadřazenosti-podřazenosti mezi dvěma vojáky stejných hodností, je ve většině armád považován za nadřazeného ten, který je služebně starší, hlavně ale rozhoduje funkce daného vojáka. Například starý major, ve funkci velitele praporu, je podřízen mladšímu majorovi ve funkci velitele pluku. I podplukovník ve funkci velitele dělostřeleckého oddílu pluku je podřízen veliteli daného pluku, který je v hodnosti majora. Takže některých ohledech může být nadřazenost určená hodnostmi potlačena rozdělením pravomocí plynoucím z funkce dotyčných (oblastní vrchní velitel je nadřazen všem jednotkám a jejich velitelům přiděleným jeho oblasti, i kdyby někteří měli vyšší hodnost než on). Specifickým případem mohou být vojáci, kteří nejsou na velící funkci ale přesto nemusí zdravit vyšší hodnosti až do nižších důstojníků (např. poručíky).
Udělení vyšší hodnosti se nazývá povýšení, odebrání vyšší hodnosti a udělení nižší se nazývá degradace.
Systém hodností odvozených od vojenských je používán také v uniformovaných složkách, např. v bezpečnostních sborech České republiky. 

## Armáda České republiky
V Armádě České republiky se od 1. ledna 2011 vojáci dle hodností člení do hodnostních sborů (řazeno vzestupně):
- mužstvo
  - vojín (voj.)
  - svobodník (svob. nebo sv. – přirozená, ale neoficiální snaha o zjednodušení)
- poddůstojníci
  - desátník (des.)
  - četař (čet.)
  - rotný (rtn.)
- sbor praporčíků
  - rotmistr (rtm.)
  - nadrotmistr (nrtm.)
  - praporčík (prap.)
  - nadpraporčík (nprap.)
  - štábní praporčík (št. prap., nebo šprap.)
- sbor nižších důstojníků
  - poručík (por.)
  - nadporučík (npor.)
  - kapitán (kpt.)
- sbor vyšších důstojníků
  - major (mjr.)
  - podplukovník (pplk.)
  - plukovník (plk.)
- sbor generálů
  - brigádní generál (brig.gen.)
  - generálmajor (genmjr.)
  - generálporučík (genpor.)
  - armádní generál (arm.gen.)

Pro ženy v české armádě platí stejné hodnosti jako pro muže, pouze názvy hodností jsou přechýlené. Přechylovat hodnosti doporučuje také Ústav pro jazyk český.
Charakteristiku, kvalifikační požadavky, odborné znalosti, odborné dovednosti a měkké kompetence jednotlivých služebních hodností detailně popisuje Národní soustava povolání.

### Historie

#### Československá armáda
Československá armáda převzala po svém vzniku hodnosti z rakousko-uherské armády. První změny proběhly v r. 1919 a od r. 1920 byl systém hodností dost podobný současnému.
- mužstvo: vojín, svobodník
- poddůstojníci: desátník, četař
- rotmistři: rotný,[p 1] rotmistr, štábní rotmistr,[p 2] praporčík,[p 3] štábní praporčík,[p 4]
- důstojníci: podporučík, poručík, nadporučík, kapitán, štábní kapitán, major, podplukovník, plukovník
- generálové: brigádní generál,[p 4] divizní generál,[p 4] armádní generál[p 4]

Československá armáda převzala po druhé světové válce systém hodností z předválečné armády, od r. 1949 postupně přecházela na sovětský systém.
- mužstvo: vojín
- poddůstojníci: svobodník, desátník, četař, rotný, staršina
- důstojníci: podporučík, poručík, nadporučík, kapitán, štábní kapitán,[p 5] major, podplukovník, plukovník
- generálové: brigádní generál,[p 6] divizní generál,[p 7] sborový generál,[p 8] armádní generál, vrchní velitel branné moci[p 9]

#### ČSLA
Při svém vzniku v r. 1954, což bylo jen přejmenování, Československá lidová armáda zprvu převzala stávající systém hodností, který v r. 1958 upravila tak, že hodnost staršiny byla zrušena a nahrazena rotmistrem. Dělení do hodnostních sborů bylo podobné dnešnímu s malými odchylkami a platilo i v obnovené Československé armádě do r. 1992. Pojem staršina se neoficiálně dále používal (do r. 1989) pro funkci výkonného praporčíka, tedy hospodáře (praporčíka, případně poddůstojníka), který měl na starost materiální zabezpečení jednotky, zejména roty.
- mužstvo: vojín, svobodník
- poddůstojníci: desátník, četař, staršina (do roku 1958)
- praporčíci: rotný, rotmistr (od roku 1958), nadrotmistr (od roku 1958), podpraporčík, praporčík, nadpraporčík
- důstojníci: podporučík, poručík, nadporučík, kapitán, major, podplukovník, plukovník
- generálové: generálmajor, generálporučík, generálplukovník, armádní generál

#### Novodobá historie
Od svého vzniku 1. ledna 1993 převzala Armáda ČR hodnosti z předchozí armády. Teprve zákon o ozbrojených silách České republiky a na něj navazující zákony upravily hodnosti a hodnostní sbory nově:
- mužstvo: vojín, svobodník
- poddůstojníci: desátník, četař
- rotmistři: rotný, rotmistr, nadrotmistr, štábní rotmistr,
- praporčíci: podpraporčík, praporčík, nadpraporčík, štábní praporčík
- důstojníci: podporučík, poručík, nadporučík, kapitán, major, podplukovník, plukovník
- generálové: brigádní generál, generálmajor, generálporučík, armádní generál

Poslední reformou v r. 2011 byly zrušeny hodnosti štábní rotmistr, podpraporčík a podporučík a bylo upraveno rozdělení do hodnostních sborů na současný (2013) stav.

#### Moderní historie
V roce 2011 upravila Armáda ČR hodnostní sbory a některé funkce zcela eliminovala. Zákon o ozbrojených silách České republiky a na něj navazující zákony upravily hodnosti a hodnostní sbory nově:
- mužstvo: vojín, svobodník
- poddůstojnícký sbor: desátník, četař, rotný,
- praporčícký sbor: rotmistr, nadrotmistr, praporčík, nadpraporčík, štábní praporčík
- důstojnický sbor: poručík, nadporučík, kapitán, major, podplukovník, plukovník
- generálové: brigádní generál, generálmajor, generálporučík, armádní generál

## Hodnosti v NATO
V armádách NATO existují dvě hodnostní skupiny:
- důstojnické hodnosti (Officer ranks) OF1 – OF10 (řazeno vzestupně), které se používají pro důstojníky.
- ostatní hodnosti (Other ranks) OR1 – OR9 (řazeno vzestupně), které se používají pro ostatní vojáky.

Mimo to existuje výhradně v ozbrojených silách USA samostatná třída praporčíků (Warrant officers) WO1 – WO5 (řazeno vzestupně). V ostatních armádách, kde existuje hodnost Warrant officer, se tito zařazují mezi ostatní hodnosti. Například Warrant officer WO1 z Britské armády odpovídá hodnosti OR-9.
Obě skupiny hodnosti se dále dělí podle druhu vojsk na pozemní, vzdušné a námořní, přimčemž hodnostní označení mezi jednotlivými druhy vojsk se může podstatně lišit.

### Hodnostní označení ostatních hodností pozemních vojsk
Hodnosti v armádách několika zemí, předvedené pomocí nárameníků.
| Označení NATO            | OR-9                     | OR-9                     | OR-9               | OR-9               | OR-9               | OR-9           | OR-8           | OR-8            | OR-7            | OR-7             | OR-6             | OR-6             | OR-6             | OR-6             | OR-6             | OR-6               | OR-5               | OR-5               | OR-5               | OR-5               | OR-5               | OR-5          | OR-4           | OR-4           | OR-3          | OR-3              | OR-2              | OR-2              | OR-2              | OR-2              | OR-2              | OR-2              | OR-1                                | OR-1 |
| ------------------------ | ------------------------ | ------------------------ | ------------------ | ------------------ | ------------------ | -------------- | -------------- | --------------- | --------------- | ---------------- | ---------------- | ---------------- | ---------------- | ---------------- | ---------------- | ------------------ | ------------------ | ------------------ | ------------------ | ------------------ | ------------------ | ------------- | -------------- | -------------- | ------------- | ----------------- | ----------------- | ----------------- | ----------------- | ----------------- | ----------------- | ----------------- | ----------------------------------- | ---- |
| Česká republika          |                          |                          |                    |                    |                    |                |                |                 |                 |                  |                  |                  |                  |                  |                  |                    |                    |                    |                    |                    |                    |               |                |                |               |                   |                   |                   |                   |                   |                   |                   |                                     |      |
| štábní praporčík         | štábní praporčík         | štábní praporčík         | štábní praporčík   | štábní praporčík   | štábní praporčík   | nadpraporčík   | nadpraporčík   | praporčík       | praporčík       | nadrotmistr      | nadrotmistr      | nadrotmistr      | nadrotmistr      | nadrotmistr      | nadrotmistr      | rotmistr           | rotmistr           | rotmistr           | rotmistr           | rotmistr           | rotmistr           | rotný         | rotný          | četař          | četař         | desátník          | desátník          | desátník          | desátník          | desátník          | desátník          | svobodník         | vojín                               |      |
| Polsko                   |                          |                          |                    |                    |                    |                |                |                 |                 |                  |                  |                  |                  |                  |                  |                    |                    |                    |                    |                    |                    |               |                |                |               |                   |                   |                   |                   |                   |                   |                   |                                     |      |
| starszy chorąży sztabowy | starszy chorąży sztabowy | starszy chorąży sztabowy | starszy chorąży    | starszy chorąży    | starszy chorąży    | chorąży        | chorąży        | młodszy chorąży | młodszy chorąży | starszy sierżant | starszy sierżant | starszy sierżant | starszy sierżant | starszy sierżant | starszy sierżant | sierżant           | sierżant           | sierżant           | sierżant           | sierżant           | sierżant           | plutonowy     | starszy kapral | kapral         | kapral        | starszy szeregowy | starszy szeregowy | starszy szeregowy | starszy szeregowy | starszy szeregowy | starszy szeregowy | szeregowy         | szeregowy                           |      |
| Německo                  |                          |                          |                    |                    |                    |                |                |                 |                 |                  |                  |                  |                  |                  |                  |                    |                    |                    |                    |                    |                    |               |                |                |               |                   |                   |                   |                   |                   |                   |                   |                                     |      |
| Oberstabsfeldwebel       | Oberstabsfeldwebel       | Oberstabsfeldwebel       | Oberstabsfeldwebel | Oberstabsfeldwebel | Oberstabsfeldwebel | Stabsfeldwebel | Stabsfeldwebel | Hauptfeldwebel  | Hauptfeldwebel  | Oberfeldwebel    | Oberfeldwebel    | Oberfeldwebel    | Feldwebel        | Feldwebel        | Feldwebel        | Stabsunteroffizier | Stabsunteroffizier | Stabsunteroffizier | Oberstabsgefreiter | Oberstabsgefreiter | Oberstabsgefreiter | Unteroffizier | Stabsgefreiter | Hauptgefreiter | Obergefreiter | Gefreiter         | Gefreiter         | Gefreiter         | Gefreiter         | Gefreiter         | Gefreiter         | Soldat/Flieger UA | Schütze, Kanonier, Jäger, Grenadier |      |